# Anode

Lược đồ anode kẽm trong pin galvanic. Chú ý rằng điện tử chảy ra khỏi pin, còn dòng điện thì ngược lại

Anode là một điện cực vật lý mà thông qua đó dòng điện chảy vào một thiết bị điện phân cực. Các hướng của dòng điện là ngược chiều với hướng của dòng điện tử: điện tử chảy qua anode đến các mạch bên ngoài.